# ميلتون إرنست ريكيتس
ميلتون إرنست ريكيتس (بالإنجليزية: Milton Ernest Ricketts)‏ هو ضابط أمريكي، ولد في 5 أغسطس 1913 في بالتيمور في الولايات المتحدة، وتوفي في 8 مايو 1942 في بحر المرجان في أستراليا.